# 튀기기

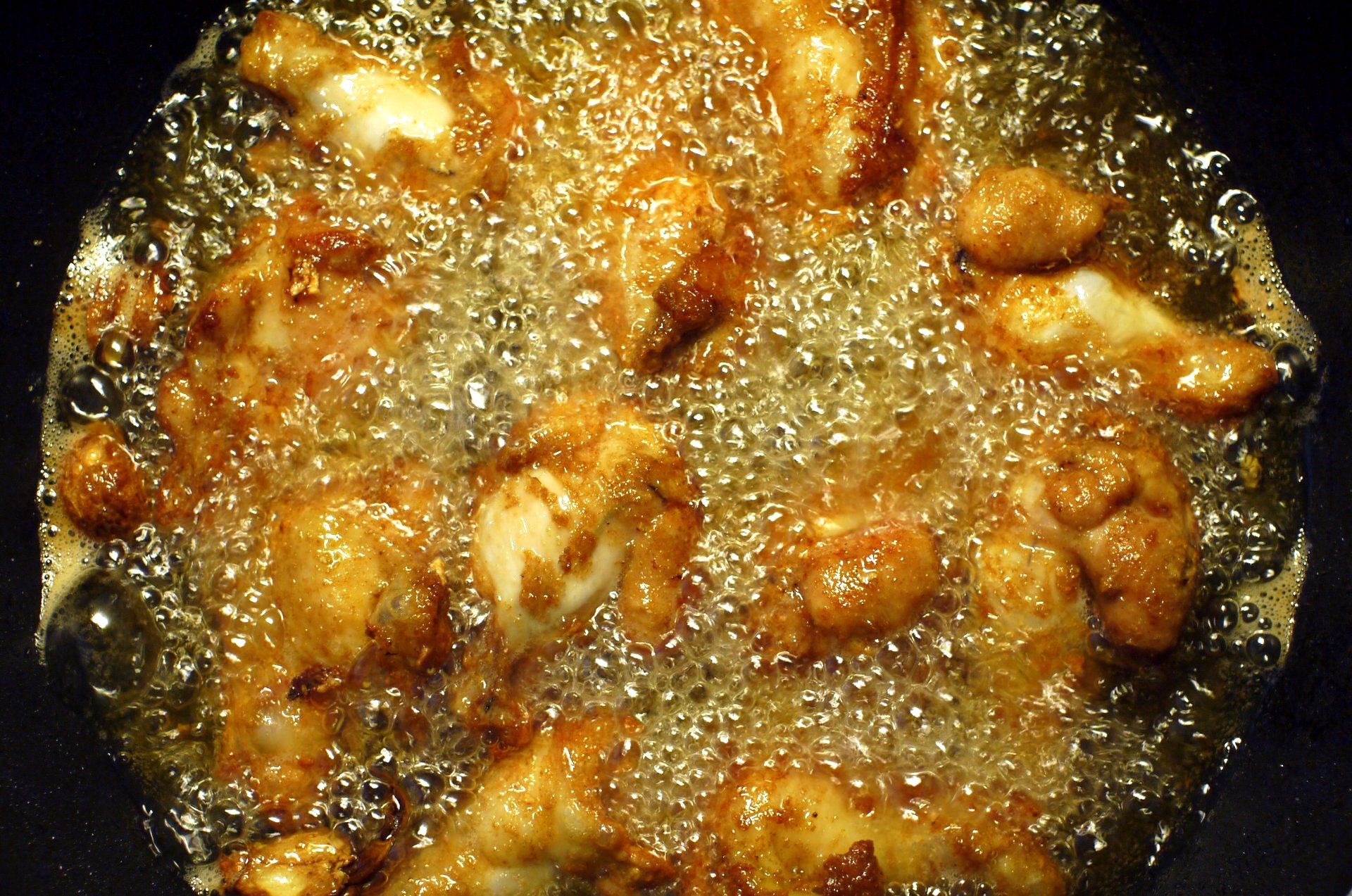
옥수수기름에 닭고기를 튀기는 모습.

튀기기(炸, 작; 영어: deep-frying 디프 프라잉[*])는 맛이 담백한 생선·새우·채소 등에 많이 쓰이는 조리 방법으로 끓는 기름 속에서 식품을 충분히 담근 후 고온을 가하여 단시간내 가열하는 건식가열 방법 중에 하나이다. 식재료는 고온의 기름 속에서 발생하는 대류현상에 의해 가열되는데, 식품이 단시간에 처리되므로 이때 탈수, 흡유 현상이 일어나서 독특한 맛을 내게 하고 영양가의 손실도 적게 한다. 튀기기를 한 식품은 냉장 보관하지 않아도 쉽게 상하지 않으며 식용기름에 있던 영양소가 추가되고 칼로리가 높은 식품으로 변하고 조리를 위한 연료소모량이 적은 경제적인 조리법에 속한다.
튀김의 온도는 식품에 따라 차이가 있으나, 대개 180℃가 적당하다. 튀김을 할 때에는 식품을 한꺼번에 많이 넣지 말고, 금속으로 된 두꺼운 팬을 사용하며 발연점이 높은 식물성 기름을 쓴다. 튀긴 음식은 "튀김"이라고 부른다. 튀김옷 없이 튀기기도 하지만 곡물가루를 기본으로 하여 만든 튀김반죽을 입혀 식재료를 감싼 후 튀기는 것이 보통이다.
분식점과 같은 길거리 음식이나 대형 식당에서 많이 조리된다. 튀김을 하는 식재료에는 제한이 없으며, 튀김들은 대부분 재료 본연의 맛을 살린 음식이기 때문에, 진한 맛의 양념보다 간장과 같은 조미료를 곁들이는 것이 적합하다. 튀김은 간식으로 먹기 좋은 음식인 것은 물론, 술안주로 먹기에도 적합한 요리이다. 튀김옷으로는 녹말가루, 빵가루, 밀가루 등을 주로 사용한다.
올리브 기름 생산량이 풍부했던 지중해 연안 지역에서 많이 발달해 있었던 조리법으로 대항해 시대 이후에 전세계로 널리 전파되었다. 대표적인 튀김 요리로는 프라이드 치킨, 감자튀김 (프렌치 프라이), 덴푸라, 피시앤칩스, 도우넛 등이 있다. 한국은 예로부터 밀가루와 식용유가 귀했기 때문에 지짐이나 부침 요리가 있었을 뿐 튀김요리는 발달하지 못했다. 일제강점기에 일본의 영향으로 튀김요리가 증가했고 1970년대에 식용유가 대량으로 생산, 유통됨에 따라 튀김 조리법이 대중화 되었다.

## 조리법의 전래

### 포르투갈
포르투갈은 15세기에 대항해 시대를 열었던 해상강국 답게 생선과 해산물을 많이 먹었다. 생선을 싫어하는 유럽치고는 특이한 경우라 할 수 있다. 이런 포르투갈에서는 유럽에서 처음으로 생선을 기름에 튀겨 먹기 시작했다. 또한 포르투갈에는 생선이외에도 각종 식재료를 이용한 튀김 요리문화가 발달해 있었다. 그럴수 있었던 것은 당시 포르투갈에서는 올리브 오일을 많이 생산하여 식용유가 풍부했기 때문인데, 이는 과거 로마제국이 이베리아 반도에 올리브 숲을 조성하여 식용유 공급기지로 삼았던 것의 영향이었다. 튀김조리법은 포르투갈 뿐만 아니라 중세에 올리브 오일이 많이 생산되는 지중해 연안 지역에서 많이 전해내려 오고 있었다.
기독교화 되어 있었던 유럽은 종교적인 규정에 의해 1년에 166일 정도는 계란을 비롯한 닭고기와 소고기 등 육식을 금하였다. 사순절에는 40일간 금했으나 생선만은 허용되었다. 유대인들은 사순절과 금육일(禁肉日), 안식일을 철저히 지켰는데, 특히 안식일에는 불을 피우거나 요리를 하는 등에 일조차 일체 금하였고 육식을 하지 않았다. 그래서 포르투갈 유대인들은 금요일에 미리 생선을 튀켜 안식일(토요일)에 먹었다. 튀김음식은 여름에도 쉽게 상하지 않았기 때문이다.
스페인이 1580년에 포르투갈을 병합한 후 통합 군주였던 펠리페 2세는 카톨릭에 심취하여 이교도에 대한 탄압의 강도를 높였다. 많은 유대인들이 종교의 자유를 위해서 영국, 스코틀랜드, 벨기에, 네덜란드 등으로 이주하였는데, 이때 이주한 유대인들에 의해 포르투갈의 튀김 문화가 퍼져나갔다.

### 벨기에
벨기에에 위치한 감자튀김 박물관(Frietmuseum)에 의하면, 스페인 카르메르 수녀회 소속의 테레사 수녀(1515~1582)가 최초로 감자를 지금의 감자튀김처럼 튀겨 먹었다고 한다. 이 조리법이 당시 스페인의 식민지였던 벨기에와 네덜란드 지역에 유대인들이 이주해오면서 전래되어 보편화 되었다. 1680년대 벨기에의 뫼즈강 유역에서는 작은 생선을 튀겨 먹는 풍습이 있었는데, 강이 얼어 물고기를 잡을 수 없게 되면 물고기 대신에 감자를 길게 썰어 튀겨 먹곤했다. 1681년경에는 감자튀김을 노점에서 팔았다는 기록도 있다. 오늘날 미국의 맥도날드 등 패스트푸드 전문점에 의해 전세계로 널리 알려진 프렌치프라이(French Fry)의 원조국은 포르투갈의 튀김 식문화를 받아들인 벨기에라는 것이 정설이다.

### 영국
피시앤칩스는 영국을 대표하는 요리로 유명하지만 음식을 구성하는 생선튀김과 감자튀김 모두 영국에서 비롯된 것이 아니다. 생선에 튀김옷을 입힌 후 튀겨 먹는 것은 17세기경에 포르투갈에서 넘어온 유태인 이주민들에 의해 전해졌고 감자 튀김(프랑스어 frite)은 벨기에로부터 전래된 것이다. 찰스 디킨스(Charles Dickens)가 1839년에 출간한 장편소설 『올리버 트위스트(Oliver Twist)』에는 피시앤칩스 가게의 전신 격인 생선튀김 가게에 대한 언급이 나오는데, 당시 이 가게에서는 생선튀김과 함께 빵 또는 구운 감자를 제공했다고 한다.
그러다가 흉년으로 밀이 부족해지자 비싼 빵 대신에 감자 튀김(프랑스어 frite)을 제공하게 되어 현재의 조합이 이루어지게 되었다. 최초의 피시앤칩스 전문음식점은 1860년에 조셉 말린(Joseph Malin)이 런던에서 운영하던 가게로 알려져 있다. 그는 흰살 생선과 감자칩을 함께 튀겨서 저렴한 가격에 가난한 노동자들에게 팔았는데, 산업혁명기에 힘든 육체노동을 하는 노동자들에게 칼로리가 높은 피시앤칩스와 같은 튀김 요리는 인기가 많았다. 피시앤칩스는 곧 영국 전역으로 퍼져나갔다.

### 일본
16세기에 포르투갈 선교사들이 튀김문화를 일본에 전래했는데, 이로 인해 일본에 덴푸라(てんぷら)가 탄생하게 되었다. 덴푸라의 어원도 포르투갈어 템포라(Tempora)에서 유래하였다. 16세기 에도시대 이전에는 기름에 지지고 부치는 음식도 흔치 않았다. 일본을 방문한 포르투갈 선교사들이 사계제일(四季祭日)에 고기 대신 생선튀김을 먹었던 것으로부터 튀김문화가 일본에 전래되었다. 사계제일(四季祭日)이란 봄,여름,가을,겨울 사계를 맞이하는 첫번째 수요일·금요일·토요일을 사계의 제일(齊日)이라고 하여 육식을 금하던 카톨릭의 전례로 파송된 선교사들이 이를 지켰던 것이다.
이후 에도막부가 주도하여 유채 증산이 이뤄지면서 유채 기름이 널리 유통됐다. 덕분에 튀김요리는 서민들도 먹을 수 있는 대중적인 음식이 되었다. 메이지유신(1868년) 때에는 기존에 금기시 했던 육식에 대한 해금령이 내려지자 돈가스를 비롯해 갖가지 서양의 튀김요리가 유행하게 되었다.

### 미국
15세기에 포르투갈이 대서양과 서아프리카 개척에 나섰으나 비용대비 실익이 없자 비판이 이어졌다. 이를 무마하고자 1441년부터 흑인노예 무역을 본격적으로 시작하였고, 노예무역상들에 의해 포르투갈의 튀김문화가 서아프리카에 전래되었다. 신대륙발견이후 삼각무역이 활성화 되면서 많은 서아프리카 흑인들이 북남미 대륙으로 끌려갔다. 17세기에 북미대륙으로 건너간 영국인들은 닭을 가지고 가서 사육했는데, 이들은 주로 구이를 해서 먹었다. 그러나 아프리카에서 이미 튀김에 익숙했던 흑인 노예들은 튀긴 닭을 선호했고 유럽인들이 볼 수 없었던 향신료와 양념을 첨가하여 오늘날의 프라이드치킨을 탄생시켰다. 당시 미국 남부는 양돈업과 면화재배가 발달했기 때문에 닭을 튀기는 데는 돼지기름, 라드, 면실유 등을 이용했다.

### 한국
유럽과 중국에서는 밀을 많이 재배하였으나 한반도에서의 생산량은 적었기 때문에 밀가루는 예로부터 귀한 식재료에 속했다. 식용유 역시 과거에는 귀했기 때문에 일부 상류층 또는 부유층에서만 명절 등에 참기름이나 들기름을 사용할 수 있었다. 주로 지짐이, 부침게, 뽁음 등의 요리였을 뿐 튀김요리는 크게 발달하지 못했다. 광복후에는 동네마다 있던 방앗간에서 기름을 공급하는 영세한 규모였고, 전문적으로 식용유를 생산하는 사업자가 있었으나 가열후 분쇄압착을 통한 재래식 방식은 수율이 낮았다. 1960년대 들어 식용유에 대한 수요가 증가했으나 자급률이 낮고 수입에 의존도가 높았기 때문에 식용유의 가격은 여전히 높았다. 튀김요리가 한국사회에서 대중화 된 시기는 1970년대 초반부터이다.
밀가루가 대중적인 식재료가 된 것은 한국전쟁 이후 부터였다. 해외로부터 무상원조와 유상수입이 대규모로 이루어진 때문이었다. 또한 1971년에 사조해표의 전신인 동방유업이 국내에서는 최초로 용매추출법을 이용하여 콩기름을 대량하면서 식용유 값이 저렴해진 덕분에 서민들도 튀김요리를 할 수 있게 되었다. 1980년대 들어 외래종인 식용 육계 품종의 사육이 국내에서 대규모 기업형양계가 시작되면서 한국에서도 닭튀김(일명 후라이드 치킨) 전문점들이 본격적으로 들어서기 시작했다.

### 중국
송나라 시대에 석탄을 연료로 많이 쓰기 시작하면서 동물성 기름을 식용으로 쓰게 되어 튀김 요리가 대중화되었다.

## 조리 요령
튀김은 재료의 표면이 먹음직스러운 색이 되면서 그 중심부는 먹을 수 있는 상태가 되어야 하므로, 튀기는 온도와 시간은 튀김의 종류와 식품이 성분, 크기 등에 따라 달라져야 한다. 일반적으로 감자 등 전분이 많은 식품은 가열하면 부피가 늘어나고 점성이 생겨 시간이 걸리므로 비교적 저온에서 장시간 가열하고 단백질 식품이나 이미 가열된 식품은 고온에서 단시간내에 가열하는 것이 좋다.
탈수를 목적으로 하거나 중심부까지 열이 전달되기 어려운 식품은 약한 불에서 오래 가열하게 되는데 꺼낼 때의 온도가 낮으면 기름의 흡수가 많아진다. 그러므로 약한 불에서 가열의 목적을 다 했을 때 재료를 꺼내고 다시 기름을 가열하여 고온에서 단시간 가열한다. 두번 튀기는 대신에 미리 삶거나 찌기 등을 먼저 한 후 고온에서 튀기기도 한다.

## 주의 사항

### 온도 관리
온도에는 제한이 없으나 비열이 0.47 정도로 열용량이 적기 때문에 습열 조리에 비해 온도 변화 속도가 빠르다. 따라서 적당한 온도를 유지하기 위해서는 식품을 적당한 양 만큼씩 나누어 튀겨야 하고 재료의 양에 따라 튀기는 시간을 달리해야 한다. 또 수분이 많고 표면적이 큰 식품은 급격한 탈수에 의한 기화열의 발산으로 기름의 온도가 갑자기 내려가므로 식품이 변형되기 쉽다.

### 기름의 온도
튀기는 기름의 온도는 130~200도가 적당하나 일반적으로는 160~180도 온도에서 튀기는 경우가 많다. 식품의 내부 온도는 80~90도가 되도록 튀기는 것이 적당한데, 두꺼운 식품은 튀기는 기름의 온도와 차가 크게 발생하므로 저온에서 튀긴 후 고온에서 다시 튀기는 방법을 이용하거나 식품을 삶은 수 튀겨 내기도 한다. 프렌치 프라이보다 굵기가 굵은 피시앤칩스의 감자 조리시 이런 방법을 사용하기도 한다.

### 풍미와 조미
식품을 튀기면 식품의 표면은 고온의 기름과 접촉하여 탈수와 흡유현상이 발생하고 단백질이 변성과 갈변에 의해 적당한 색과 향, 가벼운 감촉이 생긴다. 또 식품 표면에 유지의 피막이 생겨 매끄러운 감을 갖게 되고 내부는 찐 것과 같은 정도의 부르러움과 튀김의 독특한 감촉을 갖게 된다. 가열 중에는 조미하는 것이 불가능 하므로 조미를 한 후 튀기거나 튀긴 후 양념을 곁들이기도 한다. 튀김이 식으면 습기를 흡수하여 바삭한 맛이 줄어들어 독특한 풍미를 상실하게 되므로 튀긴 후 바로 먹는 것이 좋다.

### 냉동 식품 튀기기
냉동은 식품을 동결시킨 후 영하 18도 이하에서 보존함으로써 선도가 유지되도록 하기 위한 저장법으로 반조리 삭품에 많이 이용되고 있다. 냉동된 반조리 식품에 적당한 해동법과 조리법이 연구, 보급되어 있으나 일반적으로는 냉동 식품을 바로 튀겨서 해동과 가열을 하도록 하는 경우가 많다. 한국에서는 돈가스, 탕수육, 감자튀김 등의 냉동식품을 시중에서 쉽게 구입할 수 있고 이런 방식으로 튀기기를 진행하는 것이 일반적이다.

### 영양과 효과
물과 기름의 교환에 의해 튀김에 흡수된 10~40%의 유지는 에너지원이 되고, 또 비타민 A, D, E 등 지용성 영양소를 용해하여 흡수를 좋게 하여 기름의 종류에 따라서는 필수 지방산의 급원이 되기도 한다.

### 온도 변화
기름의 비열이 물의 비해 작기 때문에 온도 상승 속도가 빠르다. 비열만을 고려하면 온도 하강 속도도 기름이 빨라야 하는데 실제로는 저어주지 않고 가만히 놓아 두면 기름의 온도 하강 속도는 느리다. 이는 기름이 물에 비해 점도가 훨씬 크기 때문이다. 기름은 비열이 작기 때문에 기름의 양이 적거나 튀기는 재료의 양이 많은 경우에는 온도의 변화가 크고, 발화점 (250~300도)까지의 온도 상승이 빠르기 때문에 온도 관리가 어렵다. 감자칩과 같이 표면적이 큰 재료는 수분의 증발로 인해 기화열을 빼앗기기 때문에 한꺼번에 많이 넣으면 온도가 전상태로 회복하기가 어렵다.

### 기타
오래된 기름을 써서 튀긴 음식은 바삭하지도 않고 튀김옷이 눅눅하며 쓴맛까지 나는 등 기름의 질이 맛에 미치는 영향이 크다 보니 오래된 기름은 사용하지 않는 것이 좋다.

## 같이 보기
- 튀김
- 튀각
- 부각
- 덴푸라